# Чемпионат мира по футболу 2026 (отборочный турнир, АФК, четвёртый раунд)
Четвертый раунд АФК квалификации чемпионата мира по футболу 2026 пройдёт с 8 по 14 октября 2025 года.  По его итогам будут определены два участника чемпионата мира 2026 года от АФК.

## Участники
6 сборных, занявшие 3 и 4-е места в третьем раунде отборочного турнира в Азии, продолжат борьбу за выход в финальную часть чемпионата мира
| Группа (третий раунд) | Третья команда    | Четвёртая команда |
| --------------------- | ----------------- | ----------------- |
| Группа А              | ОАЭ               | Катар             |
| Группа B              | Ирак              | Оман              |
| Группа С              | Саудовская Аравия | Индонезия         |

## Регламент
Согласно регламенту, команды занявшие третье и четвертое место в группах по итогам третьего раунда будут разбиты на 2 группы по 3 команды в каждой. Жеребьёвка пройдет 17 июля 2025 года .
Команды, занявшие первое место в группе, получат путёвку на чемпионат мира. Команды, занявшие второе место, разыграют последнюю путёвку в пятом раунде, победитель которого отправится в межконтинентальные стыковые матчи.

## Корзины для жеребьёвки
| Корзина 1                               | Корзина 2                | Корзина 3                       |
| --------------------------------------- | ------------------------ | ------------------------------- |
| 1. Катар (53) 2. Саудовская Аравия (58) | 1. Ирак (59) 2. ОАЭ (66) | 1. Оман (79) 2. Индонезия (118) |

## Четвёртый раунд

### Группа А
Матчи группы A пройдут с 8 по 14 октября 2025 года в Катаре на стадионе имени шейха Джассима бин Хамада в Дохе
| Поз | Команда | И | В | Н | П | МЗ | МП | РМ | О | Квалификация                   |
| --- | ------- | - | - | - | - | -- | -- | -- | - | ------------------------------ |
| 1   | Катар   | 0 | 0 | 0 | 0 | 0  | 0  | 0  | 0 | Квалификация в финальный раунд |
| 2   | ОАЭ     | 0 | 0 | 0 | 0 | 0  | 0  | 0  | 0 | Пятый раунд                    |
| 3   | Оман    | 0 | 0 | 0 | 0 | 0  | 0  | 0  | 0 |                                |

| 8 октября 2025 | \| Оман \| Отчёт \| Катар \| | Стадион имени шейха Джассима бин Хамада, Доха |
| Оман           | Отчёт                        | Катар                                         |

| 11 октября 2025 | \| ОАЭ \| Отчёт \| Оман \| | Стадион имени шейха Джассима бин Хамада, Доха |
| ОАЭ             | Отчёт                      | Оман                                          |

| 14 октября 2025 | \| Катар \| Отчёт \| ОАЭ \| | Стадион имени шейха Джассима бин Хамада, Доха |
| Катар           | Отчёт                       | ОАЭ                                           |

### Группа B
Матчи группы B пройдут с 8 по 14 октября 2025 года в Саудовской Аравии на стадионе Король Абдалла Спортс Сити в Джидде
| Поз | Команда           | И | В | Н | П | МЗ | МП | РМ | О | Квалификация                   |
| --- | ----------------- | - | - | - | - | -- | -- | -- | - | ------------------------------ |
| 1   | Саудовская Аравия | 0 | 0 | 0 | 0 | 0  | 0  | 0  | 0 | Квалификация в финальный раунд |
| 2   | Ирак              | 0 | 0 | 0 | 0 | 0  | 0  | 0  | 0 | Пятый раунд                    |
| 3   | Индонезия         | 0 | 0 | 0 | 0 | 0  | 0  | 0  | 0 |                                |

| 8 октября 2025 | \| Индонезия \| Отчёт \| Саудовская Аравия \| | Король Абдалла Спортс Сити, Джидда |
| Индонезия      | Отчёт                                         | Саудовская Аравия                  |

| 11 октября 2025 | \| Ирак \| Отчёт \| Индонезия \| | Король Абдалла Спортс Сити, Джидда |
| Ирак            | Отчёт                            | Индонезия                          |

| 14 октября 2025   | \| Саудовская Аравия \| Отчёт \| Ирак \| | Король Абдалла Спортс Сити, Джидда |
| Саудовская Аравия | Отчёт                                    | Ирак                               |